# Iaria reticulata
Iaria reticulata är en stekelart som beskrevs av Cheesman 1936. Iaria reticulata ingår i släktet Iaria och familjen brokparasitsteklar. Inga underarter finns listade i Catalogue of Life.